# Адамов, Николай Павлович
Никола́й Па́влович Ада́мов (1861—1912) — русский климатолог, почвовед и агроном. Участник русской школы почвоведения.

## Биография
Родился 20 сентября (2 октября) 1861 года. Римско-католического вероисповедания. Родился в Санкт-Петербурге, но гимназию окончил в среднеазиатском Верном и затем учился на физико-математическом факультете Санкт-Петербургского университета.
По окончании учёбы в 1889 году, он был приглашён на должность заведующего опытной сельскохозяйственной и метеорологической станцией в имении барона Бильдерлинга в Лужском уезде Санкт-Петербургской губернии, устроенной Императорским Вольно-экономическим обществом. В это время Н. П. Адамов опубликовал два «Отчета опытной сел.-хоз. станции „Заполье“» по сельскохозяйственной метеорологии, за что получил в 1892 году серебряную медаль от Императорского географического общества.
В 1889 году был отправлен на Всемирную выставку в Париже с почвенной коллекцией Докучаева, за которую отделу русских почв выставки была присуждена золотая медаль, а Докучаеву — орден «За заслуги по земледелию».
В 1891 году по предложению профессора А. В. Советова он занял должность хранителя (консерватора) агрономического кабинета Санкт-Петербургского университета; подготовил коллекцию почв и составил картограмму их физико-механических свойств, которая была выставлена в отделе почвоведения на Всероссийской сельскохозяйственной выставке в Москве.
В 1891 году он также участвовал в исследовании почв Полтавской губернии под руководством В. В. Докучаева. Результатом этого исследования явилась в 1894 году работа «Механический состав и физические свойства почв Полтавской губернии».

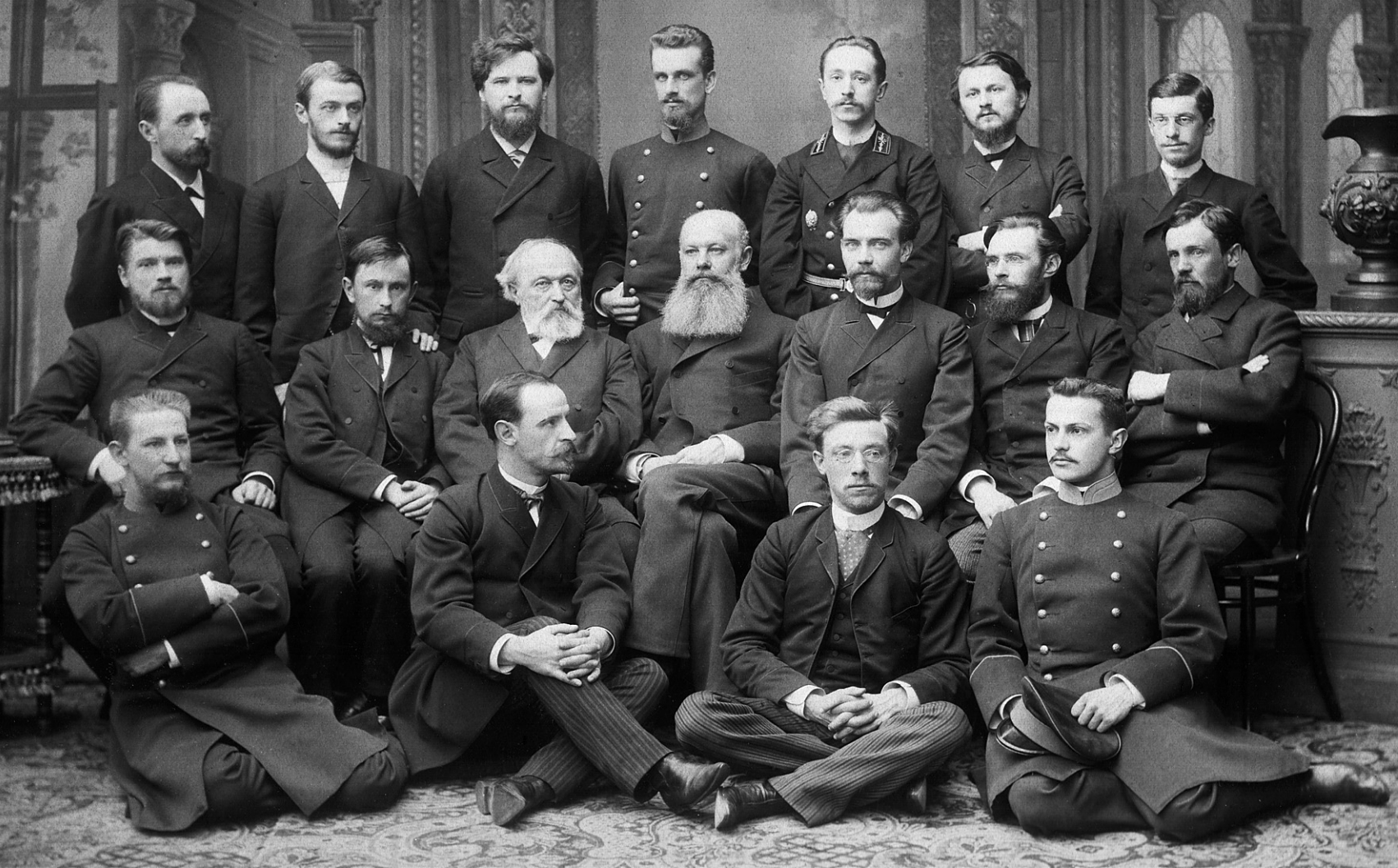
Н. П. Адамов (1-й слева в верхнем ряду), 1892 г.

В 1892—1893 гг. Н. П. Адамов был приглашён В. В. Докучаевым в Особую экспедицию Лесного департамента для руководства устройством метеостанций и ведения метеорологических наблюдений. По собранным материалам Адамовым была написана книга «Факторы плодородия русского чернозема», которую он представил в Казанском университете для соискания степени магистра агрономии, присуждённой ему в 1905 году.
В течение 10 лет он занимался метеорологическими наблюдениями в лесничествах, написал и редактировал отчёты о метеорологических наблюдениях в трудах опытных лесничеств; в их числе — Таблицы метеорологических наблюдений за 1894—1898 года.
В 1905 году Н. П. Адамов был избран приват-доцентом по кафедре агрономии Санкт-Петербургского университета. С 1904 года он читал курс «Агрономия: общее земледелие и учение об обработке почв», в 1904—1910 годах — курс «Почвоведение».
Также в 1903 году он читал лекции по сельскому хозяйству и естествоведению на Статистических курсах, принимал активное участие в реорганизации этих курсов в Статистический институт.
Был командирован в Германию и Францию для ознакомления с опытными учреждениями и агрономическими лабораториями.
В 1906 году Н. П. Адамов участвовал в организации в Санкт-Петербурге Сельскохозяйственных курсов; был их первым руководителем.
В 1907 году он подготовил и издал учебный курс по почвоведению для средних учебных заведений и для самообразования.
После смерти В. В. Докучаева Адамов исполнял обязанности редактора сборника «Материалы по изучению русских почв»: с 12 по 17 вып. — совместно с А. В. Советовым, с 17 по 19 вып. — с П. А. Земятченским.
После тяжелой болезни Николай Павлович Адамов скончался 5 (18) июня 1912 года в Санкт-Петербурге.

## Семья
Жена — Ольга Матвеевна, урождённая Шацкая — из дворян Люцинского уезда Витебской губернии. Их дети:
- Павел (1887—?)
- Вера (1889—?)
- София (1892—?)
- Евгения (1893—?)